# Albert Caradec
Pour les articles homonymes, voir Caradec.
Albert-Marie-Amboise Caradec (12 mars 1831, Vannes - 26 novembre 1916, Vannes), est un homme politique français.

## Biographie
Fils de Vincent-Jean-Marie Caradec, il est avocat à Vannes et conseiller général du Morbihan pour le canton d'Elven. 
Conservateur et catholique, il seconde Albert de Mun dans l'organisation des « cercles catholiques », et, lors des élections législatives du 4 octobre 1885, est porté sur la liste monarchiste qui l'emporte, dans le Morbihan, au premier tour de scrutin. 
Caradec, élu député, siège à la droite de la Chambre, et vote régulièrement avec les conservateurs, contre les divers ministères qui ont l'appui de la majorité. 
Il ne se représente pas en 1889 et reprend son activité d'avocat.
Il est élu maire de Theix en 1896, mandat qu'il conserve jusqu'à son décès en novembre 1916. Sa famille possède d'ailleurs le château de Kerandrun situé sur cette commune.

## Sources
- « Albert Caradec », dans Adolphe Robert et Gaston Cougny, Dictionnaire des parlementaires français, Edgar Bourloton, 1889-1891 [détail de l’édition]